# Campionati europei di ciclismo su pista 2019 - Corsa a eliminazione femminile
La gara a eliminazione femminile ai Campionati europei di ciclismo su pista 2019 si è svolta il 17 ottobre 2019 presso il velodromo Omnisport di Apeldoorn, nei Paesi Bassi.

## Podio
| Pos.    | Atleta       | Nazionalità   |
| ------- | ------------ | ------------- |
| Oro     | Kirsten Wild | Paesi Bassi   |
| Argento | Emily Nelson | Gran Bretagna |
| Bronzo  | Nikol Płosaj | Polonia       |

## Risultati
| Posizione | Atleta                    | Nazione       |
| --------- | ------------------------- | ------------- |
| 1         | Kirsten Wild              | Paesi Bassi   |
| 2         | Emily Nelson              | Gran Bretagna |
| 3         | Nikol Płosaj              | Polonia       |
| 4         | Maria Giulia Confalonieri | Italia        |
| 5         | Victoire Berteau          | Francia       |
| 6         | Kseniia Fedotova          | Ucraina       |
| 7         | Maria Martins             | Portogallo    |
| 8         | Irene Usabiaga            | Spagna        |
| 9         | Polina Pivovarova         | Bielorussia   |
| 10        | Shannon McCurley          | Irlanda       |
| 11        | Evgenia Mudraya           | Russia        |
| 12        | Johanna Borissza          | Ungheria      |
| 13        | Trine Schmidt             | Danimarca     |
| 14        | Tereza Medvedova          | Slovacchia    |
| 15        | Viktorija Sumskyte        | Lituania      |
| 16        | Lucie Hochmann            | Rep. Ceca     |
| 17        | Andrea Waldis             | Svizzera      |
| 18        | Gilke Croket              | Belgio        |